# Кабиши
Кабиши (порт. Cabixi)  —  муниципалитет в Бразилии, входит в штат Рондония. Составная часть мезорегиона Восток штата Рондония. Входит в экономико-статистический  микрорегион Колораду-ду-Уэсти. Население составляет 6 313 человек на 2010 год. Занимает площадь 1 314,35 км². Плотность населения — 4,80 чел./км².

## Демография
Согласно сведениям, собранным в ходе переписи 2010 г. Национальным институтом географии и статистики (IBGE), население муниципалитета составляет:
| Полное население                               | Полное население                               | Полное население                               | Полное население                               | 6 313 |
| ---------------------------------------------- | ---------------------------------------------- | ---------------------------------------------- | ---------------------------------------------- | ----- |
| в том числе:                                   | Городское население                            | 2 693                                          | Процент городского населения, %                | 42,66 |
|                                                | Сельское население                             | 3 620                                          | Процент сельского населения, %                 | 57,34 |
|                                                | Мужское население                              | 3 266                                          | Процент мужского населения, %                  | 51,73 |
|                                                | Женское население                              | 3 047                                          | Процент женского населения, %                  | 48,27 |
| Плотность населения, чел/км²                   | Плотность населения, чел/км²                   | Плотность населения, чел/км²                   | Плотность населения, чел/км²                   | 4,80  |
| Население муниципалитета в % к населению штата | Население муниципалитета в % к населению штата | Население муниципалитета в % к населению штата | Население муниципалитета в % к населению штата | 0,40  |

По данным оценки 2015 года население муниципалитета составляет 6 355 жителей.

## Статистика
- Валовой внутренний продукт на 2004 составляет 41.686.000,00 реалов (данные: Бразильский институт географии и статистики).
- Валовой внутренний продукт на душу населения на 2004 составляет 5.617,00 реалов (данные: Бразильский институт географии и статистики).
- Индекс развития человеческого потенциала на 2000 составляет 0,705 (данные: Программа развития ООН).

## География
Климат местности: экваториальный. В соответствии с классификацией Кёппена, климат относится к категории Am.

## Важнейшие населенные пункты
| № | Населённый пункт  | Населённый пункт (порт.) | Категория | Население чел. (2010) | На карте                        |
| - | ----------------- | ------------------------ | --------- | --------------------- | ------------------------------- |
| 1 | Кабиши            | Cabixi                   | город     | 2693                  | 13°29′39″ ю. ш. 60°32′40″ з. д. |
| 2 | Планалту-Сан-Луис | Planalto São Luiz        | поселок   | 200                   | 13°22′30″ ю. ш. 60°24′55″ з. д. |